# Maximilian Allert
Maximilian Allert (* 26. Juni 1834 auf Gut Löringhof im Amt Datteln; † 13. Februar 1888 in Köln) war ein preußischer Verwaltungsbeamter und auftragsweise Landrat des Siegkreises.

## Leben
Maximilian Allert war der Sohn eines Gutsbesitzers. Nach einem Studium der Rechtswissenschaften in Köln und Heidelberg wurde er 1857 Auskultator, 1860 Regierungsreferendar in Köln und 1865 Regierungsassessor ebenda. Vom 23. November 1867 bis zum Juni 1869 wurde er auftragsweise mit der Verwaltung des Siegkreises in Siegburg betraut, bevor er als Regierungsassessor 1870 nach Düsseldorf wechselte. Noch im gleichen Jahr ließ sich der verheiratete Allert auf eigenes Nachsuchen aus dem Dienst entlassen.